# Ponte Cestio

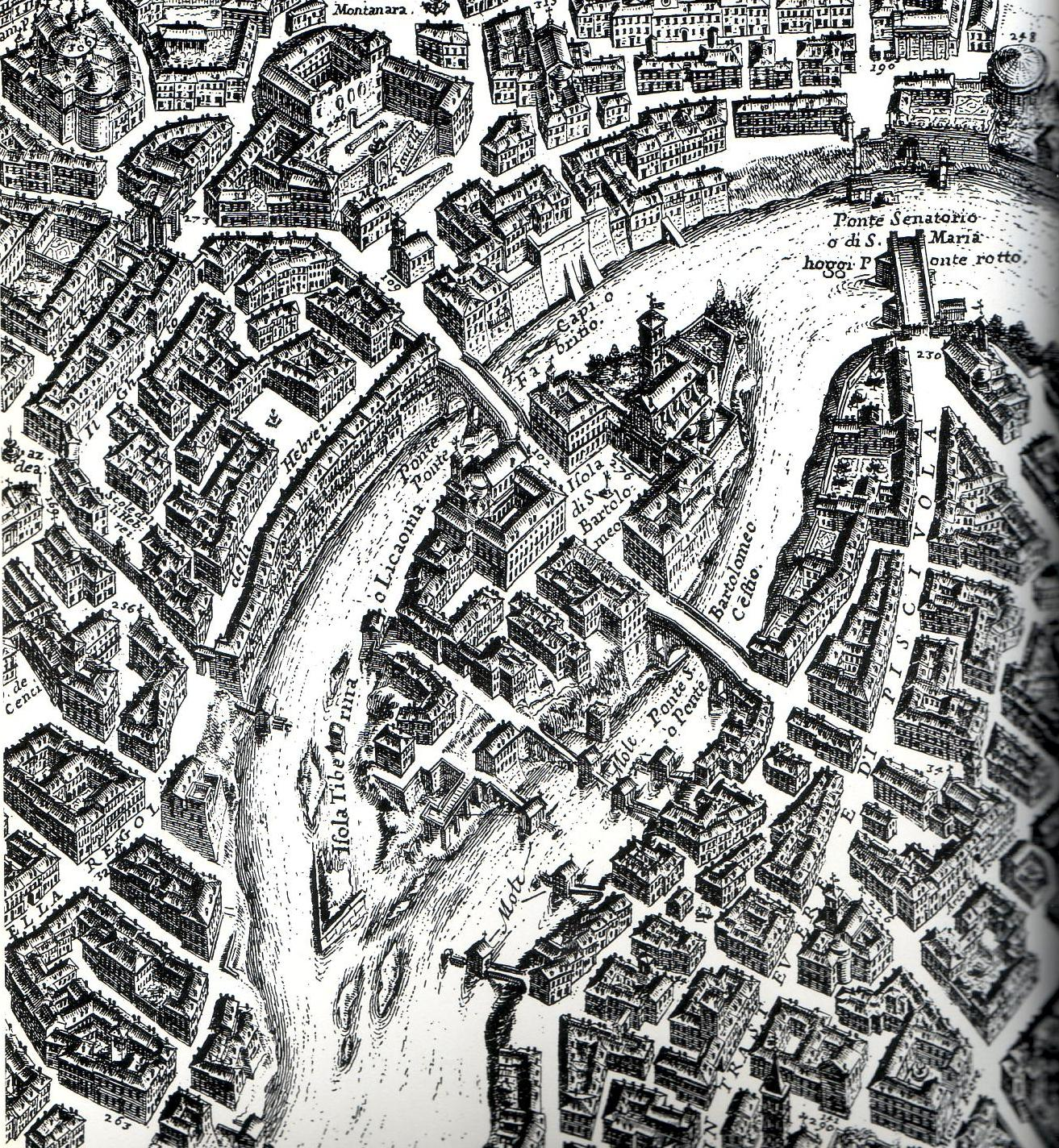
L'isola e le sue mole nella Nvova pianta del Falda, del 1676

Ponte Cestio, noto anche come pons Aurelius, pons Gratiani, ponte di San Bartolomeo o ponte Ferrato, è un ponte di Roma sul fiume Tevere, ricostruzione ottocentesca dell'omonimo ponte romano.
Si tratta di uno dei due ponti della Capitale che non collega direttamente le sponde opposte del fiume: come il limitrofo ponte Fabricio, infatti, mette in comunicazione l'Isola Tiberina con una delle due sponde, nella fattispecie quella destra, all'altezza di lungotevere degli Anguillara, in prossimità di piazza in Piscinula, in Trastevere.

## Storia
Il ponte fu fatto costruire da Lucio Cestio nel 46 o 44 a.C., simmetricamente al ponte Fabricio. Subì un primo restauro nel 152, sotto Antonino Pio, e un'iscrizione commemorante questo restauro fu posta sulla spalletta del ponte, ma fu completamente ricostruito nel 365 con materiali di reimpiego, provenienti anche dal vicino Teatro di Marcello, dagli imperatori Valentiniano I, Valente e Graziano; quest'ultimo nel 370 lo dedicò a sé inserendo un'iscrizione in marmo proconnesio nella spalletta a monte e dando così al ponte il nuovo nome di Pons Gratiani. Il ponte era rivestito da lastre in travertino.
Un altro restauro, documentato da un'epigrafe posta a lato dell'epigrafe di Graziano, si ebbe nel 1191-93 da parte di Benedetto Carushomo, senatore di Roma nel 1191.
Altri interventi si ebbero nel XV secolo sotto Eugenio IV e nel XVII sotto Innocenzo XI. Dal XV secolo prese il nome di «ponte di San Bartolomeo» dalla Basilica di San Bartolomeo all'Isola.
Il ponte venne gravemente danneggiato durante l'assedio di Roma nel 1849: in particolare, andò perduta una seconda epigrafe di Graziano presente sulla spalletta a valle del ponte.
Nei secoli XVIII e XIX ebbe anche il nome di ponte Ferrato, per le numerose catene che ancoravano i mulini sul fiume.

### Demolizione e ricostruzione ottocentesca
A causa dell'ampliamento della sponda destra del Tevere in prossimità dell'isola a 70 metri, il ponte venne demolito nel 1885 e ricostruito nel 1889. All'inizio si era pensato di salvare l'arcata centrale ampliando le due laterali, passando dai 48 metri del ponte romano ai 76 del nuovo ponte, ma per motivi tecnici si decise la demolizione integrale. Il materiale di rivestimento lapideo venne parzialmente recuperato, ma solo una parte di questo (347 lastre) venne rimontata sull'arco centrale. L'iscrizione presente sul ponte romano relativa al restauro del 370 d.C. a opera degli imperatori Valentiniano I, Valente e Graziano, venne reinserita sulla spalletta destra del ponte moderno. Il nuovo ponte è rivestito da lastre in travertino, a parte i sottarchi che sono rivestiti in peperino di Albano. Ponte Cestio è stato restaurato come il vicino ponte Fabricio in occasione del Giubileo del 2000.

## Descrizione
Il ponte è costituito da tre arcate di uguale luce, con una lunghezza complessiva di ottanta metri e quaranta. Il ponte romano misurava quarantotto metri e mezzo, con una sola grande arcata affiancata da due fornici minori.

### Le iscrizioni di ponte Cestio
Sulla spalletta a monte dell'arco centrale è visibile la seguente iscrizione latina del 370 d.C., incisa su una lastra di marmo proconnesio:
FL. VALENTINIANUS PIUS FELIX MAXIMUS VICTOR AC TRIUMF. SEMPER AUG. PONTIF. MAXIMUS

GERMANIC. MAX. ALAMANN. MAX. FRANC. MAX. GOTHIC. MAX. TRIB. POT. VII IMP. VI CONS. II P.P.P. ET

FL. VALENS PIUS FELIX MAX. VICTOR AC TRIUMF. SEMPER AUG. PONTIF. MAXIMUS

GERMANIC. MAX. ALAMANN. MAX. FRANC. MAX. GOTHIC. MAX. TRIB. POT. VII IMP. VI CONS. II P.P.P. ET

FL. GRATIANUS PIUS FELIX MAX. VICTOR AC TRIUMF. SEMPER AUG. PONTIF. MAXIMUS

GERMANIC. MAX. ALAMANN. MAX. FRANC. MAX. GOTHIC. MAX. TRIB. POT. III IMP. II CONS. PRIMUM P.P.P.

PONT]EM FELICIS NOMINIS GRATIANI IN USUM SENATUS AC POPULI ROM. CONSTITUI DEDICARIQ. IUSSERUNT»
Sul pilastro accanto all'iscrizione di Graziano dal lato dell'isola è visibile la seguente iscrizione del 1191-93, commemorante il restauro da parte di Benedictus Carushomo, senatore di Roma:
URBIS SUMM. SENATO

R RESTAURAVIT HUN

C PONTEM FERE DIRU

TUM»

## Immagini d'epoca

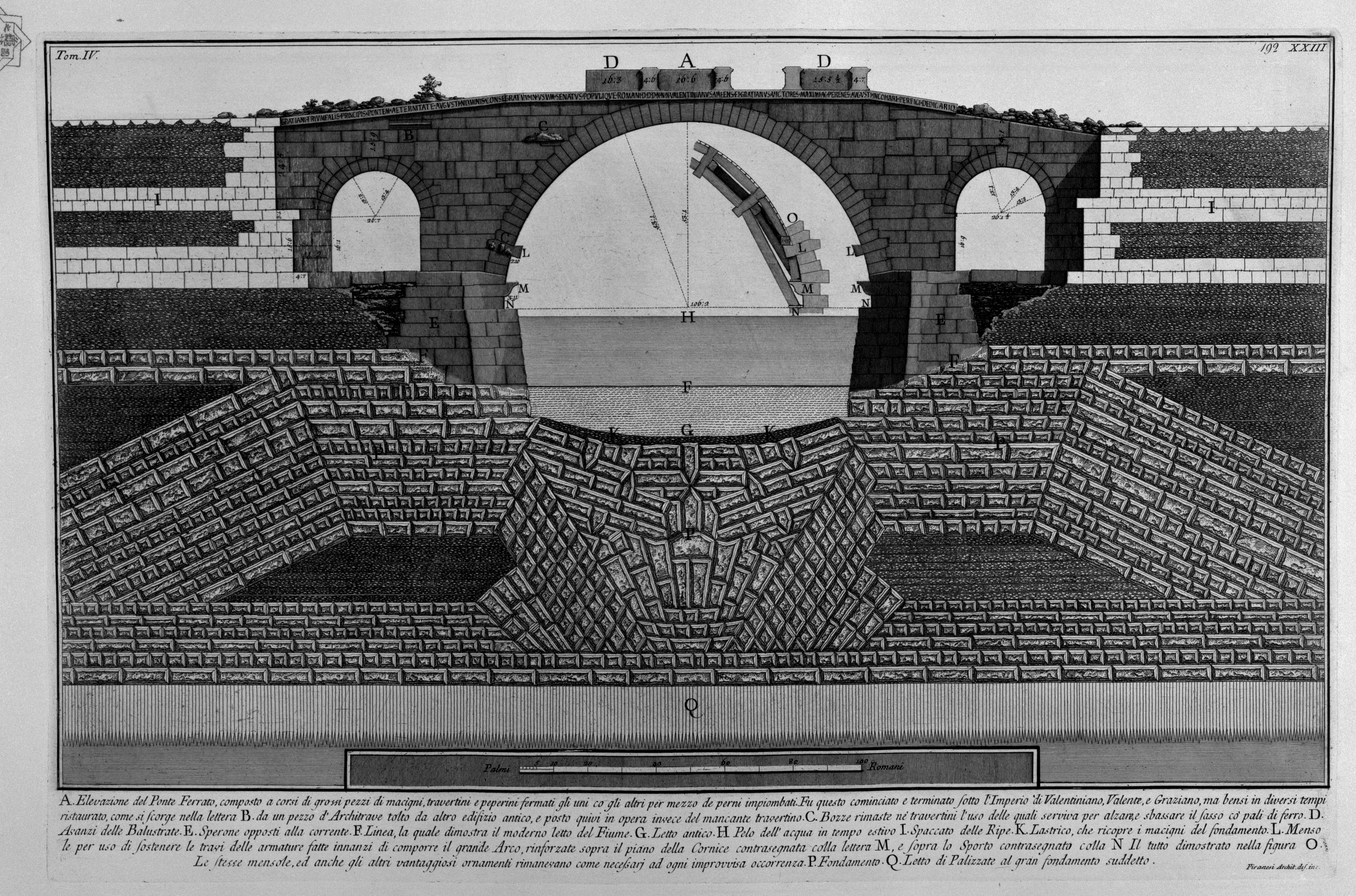
Il ponte in un'incisione del Piranesi, 1758
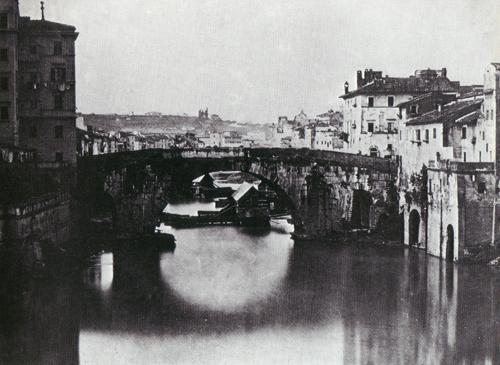
Ponte Cestio nel 1870 circa